# Eleição presidencial em Artsaque em 2017
Eleições presidenciais indiretas foram realizadas na República de Artsaque em 19 de julho de 2017. O titular, Bako Sahakyan,foi eleito para um terceiro mandato.

## Fundo
Após um referendo constitucional em 2017, o país está em transição de um sistema semi-presidencial para um sistema presidencialista. Como resultado, as eleições presidenciais foram adiadas para 2020, a fim de realizar em conjunto as eleições legislativas. Em julho de 2017, a Assembleia Nacional elegeu o presidente pelos próximos três anos até as eleições gerais.

## Candidatos
Dois candidatos foram inscritos:
O Partido Democrático de Artsaque nomeou o presidente Bako Sahakyan. A Pátria Livre e a Federação Revolucionária Armênia também apoiaram o titular.
Movimento 88 nomeou o ex-prefeito de Estepanaquerte Eduard Aghabekyan.

## Resultados
28 membros da Assembleia Nacional votaram em Bako Sahakyan, 4 deles votaram em Eduard Aghabekyan, enquanto um dos deputados se absteve.
| Candidato                            | Partido                              | Votos | %      |
| ------------------------------------ | ------------------------------------ | ----- | ------ |
| Bako Sahakyan                        | Partido Democrático                  | 28    | 87.50  |
| Eduard Aghabekyan                    | Movimento 88                         | 4     | 12.50  |
| Total                                | Total                                | 32    | 100.00 |
|                                      |                                      |       |        |
| Eleitores registrados/comparecimento | Eleitores registrados/comparecimento | 33    | 96.97  |
| Fonte: Media Max                     |                                      |       |        |